# Steria
Lo Steria o Cervo è un torrente che scorre in Liguria, nella parte più orientale della provincia di Imperia; tributario del Mar Ligure, la valle da esso creata confina a ovest con quella di Diano e a nord e a est con quella del Merula.

## Percorso

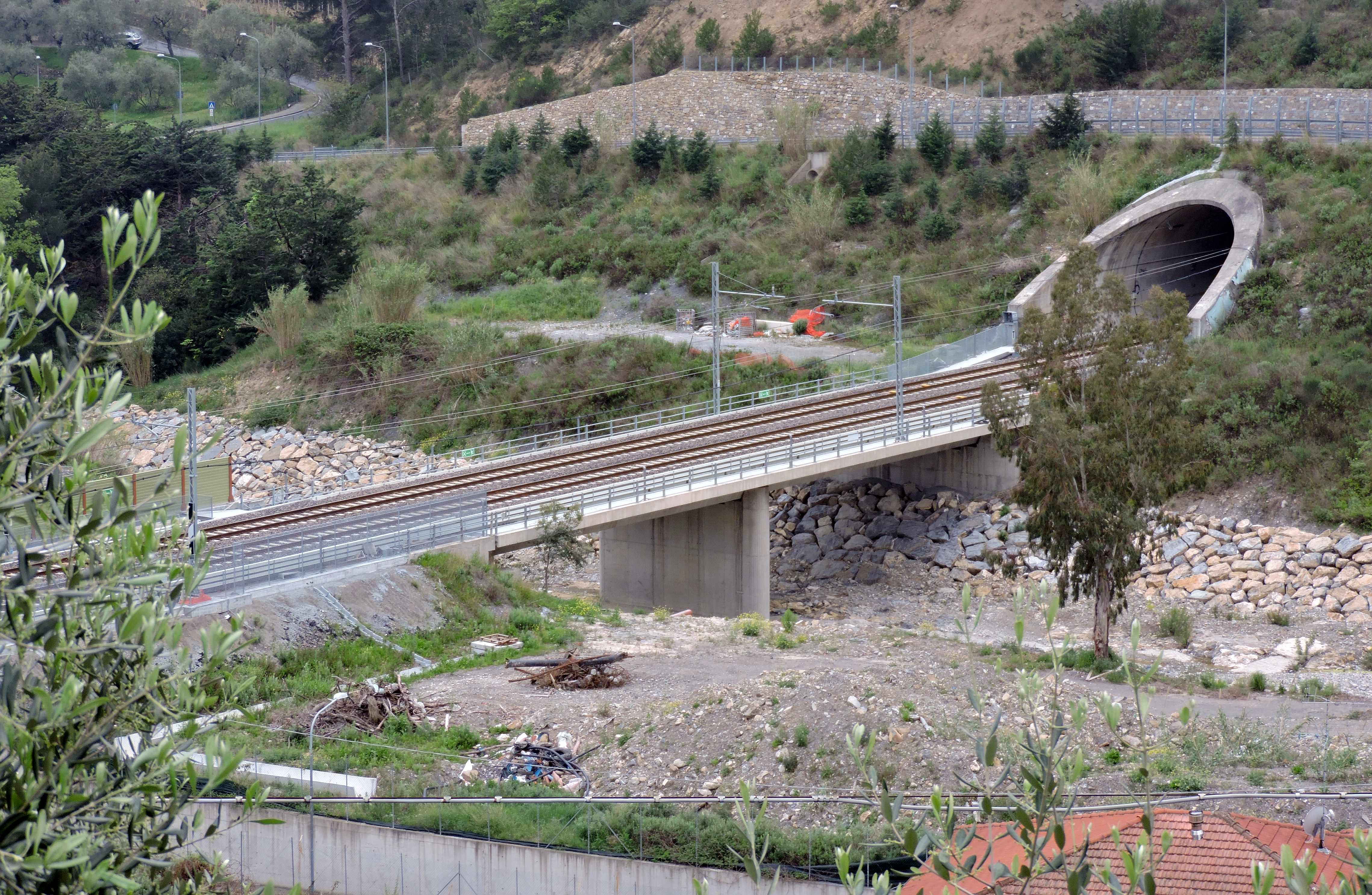
Il ponte della Genova-Ventimiglia

Il torrente nasce tra il monte Ceresa, e il monte Lago (774 m), in comune di Villa Faraldi, e scende inizialmente verso sud-est; nei pressi di Riva Faraldi devia verso sud dopo aver ricevuto da sinistra i rii Fontana e Paniga. Entrato in comune di San Bartolomeo al Mare tra il Molino del Fico e la borgata Freschi viene raggiunto da sinistra dal suo principale affluente, il torrente di Tovo. Segnando il confine tra i comuni di San Bartolomeo al Mare (a ovest) e Cervo prosegue il suo percorso verso il mare; prima della foce viene scavalcato dalla Ferrovia Genova-Ventimiglia, dall'autostrada dei Fiori e dall'Aurelia.

## Affluenti principali
- Destra idrografica:
  - rio Sorba,
  - rio Campanaudo,
  - rio Roccafessa,
  - rio del Bosco.
- Sinistra idrografica:
  - rio Fontana,
  - rio Paniga,

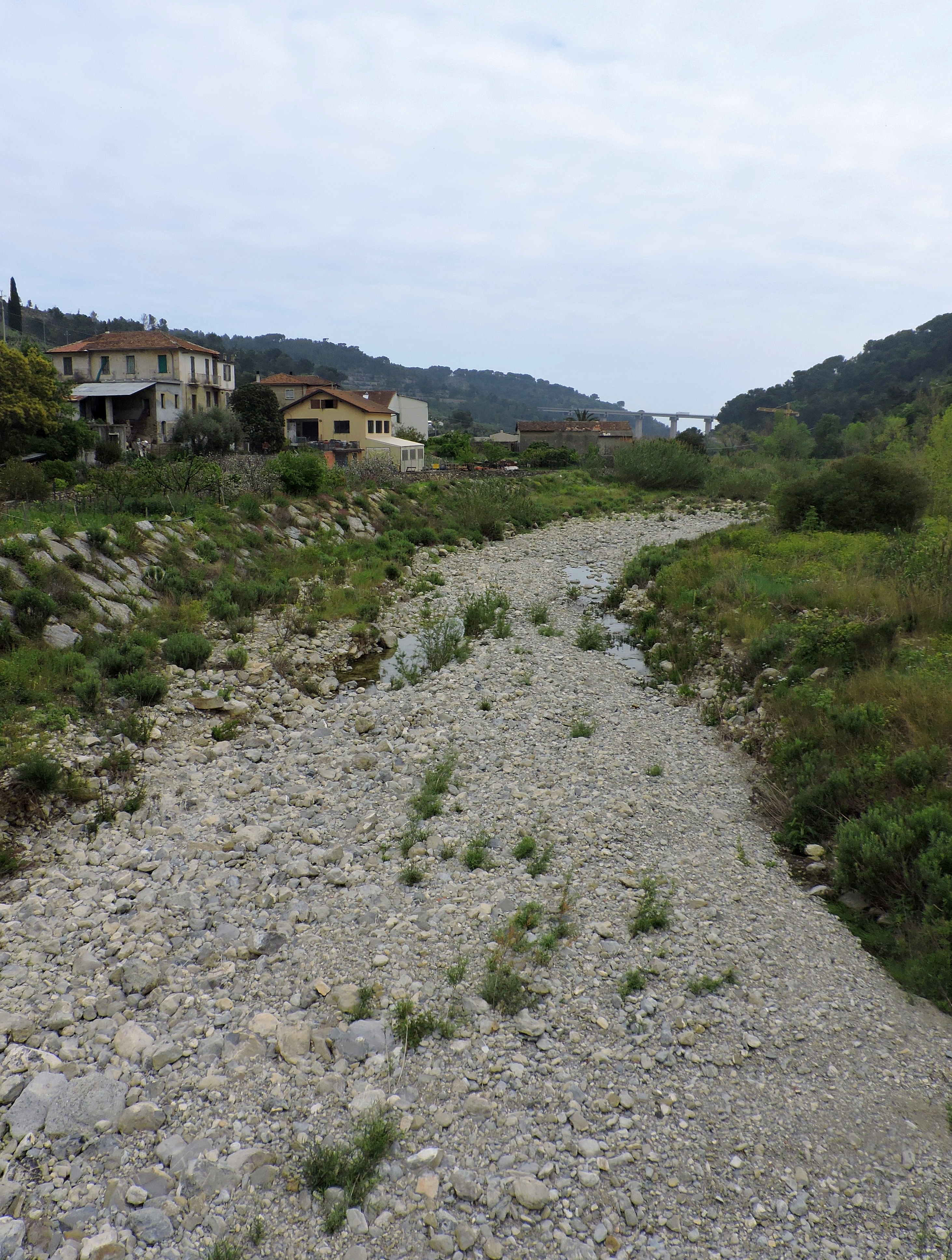
Lo Steria in secca presso Richieri

  - torrente del Tovo: nasce non lontano da Tovo Faraldi e confluisce nella Steria presso la borgata Freschi,
  - rio Gazzelli.

## Pesca
Il torrente è considerato adatto alla pesca delle trota nella parte più alta del bacino, mentre scendendo verso il mare tendono a prevalere i ciprinidi.